# Liste des évêques et archevêques de Saint-Jacques-de-Compostelle
Sont donnés ici les évêques et archevêques de Santiago de Compostela (Espagne):
- Dalmacio (1094–1095)
- Diego Gelmírez (1096–1100 administrateur apostolique, 1100–1120 évêque, 1120–1140 premier archevêque)
- Berenguel (1140–1142)
- Pedro Helías (1143–1149)
- Bernardo I (1151–1152)
- Pelayo Camundo (1153–1167)
- Martín Martínez (1156–1167)
- Pedro Gundestéiz (1168–1173)
- Pedro Suárez de Deza (1173–1206)
- Pedro Muñiz (1207–1224)
- Bernardo II (1224–1237)
- Juan Arias (1238–1266)
- Egas Fafez de Lanhoso (1267)
- Gonzalo Gómez (1273–1281?)
- Rodrigo González (1286–1304)
- Rodrigo del Padrón (1307?–1316)
- Bérenger de Landorre (1317–1330)
- Juan Fernández de Limia (1331–1338)
- Martín Fernández (1339–1343)
- Pedro (1344–1351)
- Gómez Manrique (1351–1362)
- Suero Gómez de Toledo (1362–1366)
- Alonso Sánchez de Moscoso (1367–1367)
- Rodrigo de Moscoso (1368–1382)
- Juan García Manrique (1383–1388)
- Lope de Mendoza (1399–1445)
- Álvaro Núñez de Isorna (1445–1449)
- Rodrigo de Luna (1451–1460)
- Alonso de Fonseca y Ulloa (1460–1464)
- Alonso de Fonseca (1464–1506)
- Alfonso Fonseca Acevedo (1507–1523) (aussi archevêque de Tolède)
- Juan Pardo de Tavera (1524–1534) (aussi archevêque de Tolède)
- Pedro Gómez Sarmiento de Villandrando (1534–1541)
- Gaspar Avalos de la Cueva (1542–1545)
- Pedro Manuel (1546–1550)
- Juan Álvarez y Alva de Toledo, O.P. (1550–1553) (aussi évêque d'Albano)
  - Alfonso de Castro (1557)
- Gaspar Zúñiga Avellaneda (1558–1569) (aussi archevêque de Séville)
- Cristóbal Fernández Valtodano (1570–1572)
- Francisco Blanco Salcedo (1574–1581)
- Juan de Yermo (Liermo) y Hermosa (1582–1584) (aussi archevêque de Monodoñedo)
- Alonso Velázquez (1583–1587)
- Juan de Sanclemente Torquemada (1587–1602)
- Maximilien d'Autriche (1603–1614)
- Juan Beltrán Guevara y Figueroa (1615–1622)
- Luis Fernández de Córdoba (1622–1624) (aussi archevêque de Séville)
- Agustín Antolínez, O.S.A. (1624–1626)
- José González Díez, O.P. (1627–1630) (aussi archevêque de Burgos)
- Agustín Spínola Basadone (1630–1645) (aussi archevêque de Séville)
- Fernando Andrade Sotomayor (1645–1655)
- Ambrosio Ignacio Spínola (de) y Guzmán (1668–1668) (aussi archevêque de Séville)
- Pedro Carrillo y Acuña (1665–1667)
- Ambrosio Ignacio Spínola y Guzmán (1668–1669)
- Andrés Girón (1670–1681)
- Francisco de Seijas Losada (1681–1684)
- Antonio Monroy (1685–1715)
- Luis Salcedo Azcona (1716–1722) (aussi archevêque de Séville)
- Miguel Herrero Esgueva (1723–1727)
- José de Yermo y Santibáñez (1728–1737) (aussi archevêque d'Avila)
- Manuel Isidro Orozco Manrique de Lara (1738–1745)
- Cayetano Gil Taboada (1745–1751)
- Bartolomé Rajoy Losada (1751–1772)
- Francisco Alejandro Bocanegra Jivaja (1773–1782)
- Sebastián Malvar y Pinto, O.F.M. (1783–1795)
- Felipe Antonio Fernández Vallejo (1797–1800)
- Rafael Múzquiz Aldunate (1801–1821)
- Juan García Benito (1822–1824)
- Simón Antonio Rentería Reyes (1824–1824)
- Rafael Manuel José Benito de Vélez Téllez, O.F.M. Cap. (1824–1850)
- Miguel García Cuesta (1851–1873)
- Miguel Payá y Rico (1874–1886) (aussi archevêque de Tolède)
- Victoriano Guisasola y Rodríguez (1886–1888)
- José María Martín de Herrera y de la Iglesia (1889–1922)
- Manuel Lago y González (1923–1925)
- Julián de Diego y García Alcolea (1925–1927)
- Zacarías Martínez Núñez, O.S.A. (1927–1933)
- Tomás Muñiz Pablos (1935–1948)
- Carmelo Ballester y Nieto, C.M. (1948–1949)
- Fernando Quiroga y Palacios (1949–1971)
- Ángel Suquía Goicoechea (1973–1983) (aussi archevêque de Madrid)
- Antonio María Rouco Varela (1984–1994) (aussi archevêque de Madrid)
- Julián Barrio Barrio (1996-2023)
- Francisco José Prieto Fernández (depuis 2023)